# Lochaberyxa

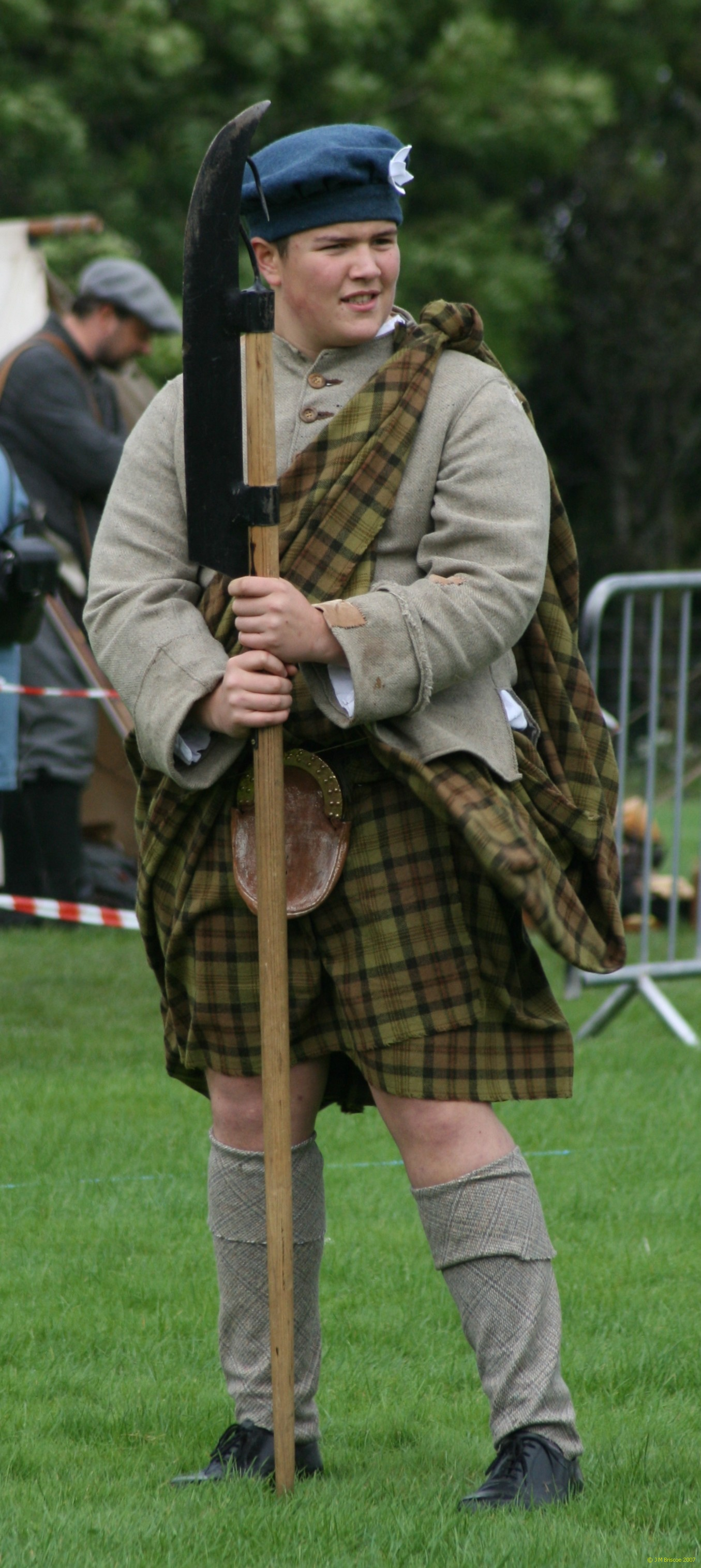
Lochaberyxa.

Lochaberyxa är ett slags stridsyxa som användes i Skottland på 1600-talet. Den består oftast av ett långt träskaft, ett yxhuvud och en krok för att rycka ner ryttare. Lochaberyxan har funnits i många olika versioner, och användes även på 1700-talet, men då mest som ett ceremoniellt vapen.
David Eddings karaktär Bevier i fantasyserierna Sagan om Elenien och Sagan om Tamuli använder en lochaberyxa.